# Сафеддара (Лахш)
Сафеддара (тадж. Сафеддара, до марта 2022 г. — Оксой, тадж. Оқсой) — село в Лахшском сельском джамоате Лахшского района. Расстояние от села до центра района — 49 км, до центра джамоата — 4 км. Население — 1940 человек (2017 г.; 1735 человек, 235 домохозяйств — в 2003 г.), таджики.

## Этимология
Происходит от двух таджикских слов сафед и дара, что означает белое ущелье. Старое название Оксой с кырг. Аксай означает белые воды.